# Штирнер, Макс
Макс Шти́рнер (нем. Max Stirner), настоящее имя Иога́нн Каспа́р Шми́дт (нем. Johann Caspar Schmidt; 25 октября 1806, Байройт, Германия — 25 июня 1856, Берлин) — немецкий философ, близкий к левым гегельянцам. Считается основателем философии индивидуалистического анархизма и предшественником нигилизма, экзистенциализма и постмодернизма. Главный труд — книга «Единственный и его достояние» (нем. Der Einzige und sein Eigentum).

## Псевдоним
Прозвище «Штирнер», от нем. Stirn — «лоб», Иоганн Каспар Шмидт получил от товарищей в студенчестве, за свой высокий лоб. Впоследствии его звали так в кругу друзей и знакомых, так же он стал подписывать и свои печатные работы.

## Биография

### Детство и молодые годы
Отец — Генрих Шмидт, мастер духовых инструментов, занимался изготовлением флейт. Мать — София Элеонора Рейнлейн, из семьи почтальона. Отец умер от чахотки спустя полгода после рождения Иоганна Каспара, 19 апреля 1807 года. Через два года мать вторично вышла замуж. Отчимом Иоганна Каспара стал провизор придворной аптеки Генрих Фридрих Людвиг Баллерштедт.
В 1809 году семья переехала в Западную Пруссию, в город Кульм, где Баллерштедт купил аптеку. В 1810 году мать перевезла Иоганна Каспара из Байройта к себе. В семье Баллерштедта он воспитывался до 12 лет, после чего в 1818 году вернулся в Байройт. Там он поселился в семье своего крёстного отца Иоганна Каспара Мартина Штихта, который был женат на Анне-Марии Шмидт, сестре Генриха Шмидта. В 1819 году поступил сразу в высший класс латинской подготовительной школы, где получил пятое место из 75 учеников. На протяжении всего обучения в байрейтской гимназии считался одним из лучших учеников и занял третье место в рейтинге выпускников гимназии 1826 года.
18 октября 1826 года поступил на философский факультет Берлинского университета. В университете слушал лекции Гегеля по философии религии, истории философии, психологии и антропологии. Прослушав четыре семестра, осенью 1828 года поступил в Эрлангенский университет, но по окончании зимнего семестра отправился в продолжительную поездку по Германии. Осенью 1829 года поступил в Кёнигсбергский университет, но был вынужден прервать обучение, так как находился по семейным обстоятельствам у родителей в Кульме. Осенью 1830 года в Кёнигсберге по своему желанию получил увольнение от военной службы по состоянию здоровья. В октябре 1832 года восстановился в Берлинском университете, но вследствие болезни возвратился к занятиям только в 1833 году. 27  марта 1834 года получил выпускное свидетельство о прохождении трёхлетнего университетского курса, что по прусскому законодательству требовалось для преподавания в гимназии. За время обучения у Шмидта не было взысканий за «участие в запрещённых студенческих сообществах».

### Годы учительства
Летом 1834 года обратился в Королевскую научно-испытательную комиссию с прошением о допущении к экзамену на право преподавания. По семейным обстоятельствам и состоянию здоровья получил отсрочку для устного экзамена, и 29 апреля 1835 года получил испытательное свидетельство с условным правом преподавания. Весной 1835 года поступил преподавателем на испытательный срок в Королевское реальное училище в Берлине, где получил 8 еженедельных уроков латинского языка в низшем четвёртом классе. «Из любви к делу и к учебному заведению» продлил своё преподавание в училище на полгода, до осени 1836 года. В марте 1837 года подал прошение в Королевскую учебную коллегию Бранденбургской провинции о назначении на платную должность, но вследствие отсутствия вакансий ему было предложено обратиться непосредственно к директорам гимназий. Впоследствии так и не получил штатной должности в государственных учебных заведениях. Вопреки встречающейся в биографических справках информации, никогда не был учителем гимназии.
В 1836 году у него завязались близкие отношения с Агнессой Кларой Кунигундой Буртц (род. 26 ноября 1815), племянницей (или внучкой — достоверно неизвестно) его квартирной хозяйки. 12 декабря 1837 года они обвенчались в евангелической Церкви Святой Марии в Берлине. 22 августа 1838 года супруга скончалась при преждевременных родах.
1 октября 1839 года начал давать уроки немецкого языка в частной женской школе. С 1842 года стал там же преподавать историю.

### Свободные
В 1841 году стал посещать собрания неформального кружка левых гегельянцев, группировавшихся вокруг Бруно Бауэра. Кружок собирался в пивной Якова Гиппеля на Фридрихштрассе и получил название die Freien, с нем. — «свободные» (в русских переводах используется название «Вольница»). Основу кружка составляли Бруно и Эдгар Бауэры, писатель Людвиг Буль, литератор Эдуард Мейен, журналисты Фридрих Засс и Герман Марон, доктор Артур Мюллер и преподаватель Карл Фридрих Кеппен. В разное время к кружку примыкали молодые берлинские журналисты, издатели, писатели и поэты либеральных и социалистических взглядов. В начале 1840-х годов кружок посещали Карл Маркс и Фридрих Энгельс. Также из числа участников кружка возник Союз свободной торговли Юлиуса Фоше.
В течение ряда лет Шмидт был одним из постоянных посетителей пивной Гиппеля. Был наиболее дружен с К. Ф. Кеппеном, Г. Мароном и А. Миллером, находился в приятельских отношениях с братьями Бауэрами, Л. Булем, Э. Мейеном, Ф. Энгельсом и рядом других участников кружка. Был берлинским корреспондентом двух ежедневных газет: «Лейпцигской всеобщей газеты» (Leipziger Allgemeine Zeitung) Хайнриха Брокхауса и «Рейнской газеты» (Rheinische Zeitung) Карла Маркса. Первые его статьи не имели большого значения. В «Лейпцигской газете» его имя ни разу не появлялось. В 1842 году в приложениях к «Рейнской газете» под псевдонимом были опубликованы его большие статьи «Ложный принцип нашего воспитания, или Гуманизм и реализм» (Das unwahre Prinzip unserer Erziehung oder der Humanismus und Realismus) и «Искусство и религия» (Kunst und Religion).
21 октября 1843 года сочетался браком с Марией Вильгельминой Денгардт (род. 1 июня 1818, Гадебуш, Мекленбург-Шверин), также посещавшей кружок в пивной Гиппеля, где она получила прозвище «Мариус Денгардиус». Церемония прошла на квартире Штирнера. Свидетелями были Бруно Бауэр и Людвиг Буль, среди гостей были поэт Вильгельм Йордан и Юлиус Фоше. Перед обрядом венчания, который проводил приглашённый Бруно Бауэром либеральный пастор, у присутствующих не оказалось Библии, кольца для молодожёнов также не были заказаны. Выход из положения нашёл Бруно Бауэр, предложивший медные кольца, снятые со своего кошелька.
Мария Денгардт обладала состоянием в 10 тысяч талеров. Женитьба доставила Шмидту небольшие средства и дала возможность оставить преподавание и посвятить себя исключительно философскому труду.
В 1844 году в первом и единственном номере «Берлинского ежемесячника» Людвига Буля, статьи которого годом ранее были запрещены к изданию прусской цензурой, были напечатаны его работа «Нечто предварительное о государстве любви» (Einiges Vorläufige vom Liebesstaat) под псевдонимом «Штирнер», и критический разбор романа Эжена Сю «Парижские тайны» (Über »Die Mysterien von Paris«), подписанный «Макс Шмидт».
С 1 октября 1844 года отказался от преподавания и впоследствии не занимал никакой должности.

### Макс Штирнер
В ноябре 1844 года в лейпцигском издательстве Отто Виганда вышла книга «Единственный и его собственность» (Der Einzige und sein Eigentum) под псевдонимом «Макс Штирнер». Книга сразу обратила на себя внимание и вызвала оживлённую полемику. Договорившись с Вигандом о работе над книгой «Английские и французские национальные экономисты», приступил к переводу учебника Жана Батиста Сэя «Трактат по политической экономии», который вышел четырьмя томами в 1845—46 годах. Начал перевод работы Адама Смита «Исследование о природе и причинах богатства народов», также вышедшей четырьмя томами в 1846—47 годах. Эти переводы, по свидетельству Джона Генри Маккея, считались лучшими из существующих на немецком языке и в конце XIX века.
В 1845 году, после выхода в «Трёхмесячнике Виганда» критической статьи Людвига Фейербаха «О Сущности христианства в отношении к Единственному и его собственности», публикует там же статью «Рецензенты Штирнера» (Recensenten Stirners), содержащую развёрнутый ответ на критику со стороны Фейербаха, Селиги и Мозеса Гесса.
Весной 1845 года решил отказаться от дальнейшей литературной деятельности и тем же летом предпринял попытку заняться молочной торговлей в Берлине. Вместе с женой они вложили в это предприятие остаток состояния. Их компаньоном стал учитель из Шарлоттенбурга Рольфс, так же неопытный в деловом отношении. Средства были вложены в аренду складских и конторских помещений, но закупленное в окрестных деревнях молоко не было распродано, что привело предприятие к краху. Летом 1846 года в «Фоссовой газете» вышло объявление, подписанное «М. Штирнер», где он просил о ссуде в 600 талеров сроком на пять лет.
В конце 1846 года произошёл разрыв в их отношениях с Марией Денгардт. В начале 1847 года она уехала в Лондон и в 1850 году был официально оформлен их развод.
В 1847 году под псевдонимом «Г. Эдвард» опубликовал в ответ на критику со стороны Куно Фишера статью «Философские реакционеры» (Die philosophischen Reaktionäre) в журнале «Эпигоны».

### Последние годы
В 1848 году он продолжал посещать кружок в пивной Гиппеля, с интересом наблюдая за событиями Мартовской революции, но в самом движении не принял никакого участия. В 1852 году в издательстве Allgemeine Deutsche Verlags-Anstalt вышел его труд «История реакции» (Geschichte der Reaction). Первоначально к выпуску предполагалась серия книг под названием «Реакционная библиотека», но было издано только по одному тому каждой части. Первый том первой части, «Предшественники реакции» (Die Vorläufer der Reaction), был посвящён реакции после Великой французской революции, а вышедший вслед за ним первый том второй части, «Современная реакция» (Die moderne Reaction), — реакции в 1848 году. Труд этот был в значительной степени компилятивным, представлял мало оригинального и прошёл совершенно бесследно. Самому Штирнеру принадлежали только введения, связующие замечания и выбор материала.
Следующей задуманной работой стало составление всеобщего словаря учёных, но он не нашёл для неё издателя. В марте 1853 года он был арестован за долги на три недели. 1 июля выписался в Науэн, но был вынужден скрываться от кредиторов в Моабите. Накануне нового года был заключён под арест на 36 дней и вышел на свободу только 4 февраля. Свои последние годы жил в Берлине, работая комиссионером.

### Забвение и смерть
С наступлением реакции имя Штирнера оказалось забыто. Вышедший в 1854 году Энциклопедический словарь Брокгауза ничего не мог сказать о его жизни и сообщал, что имя автора сочинения «Единственный и его собственность» — предположительно, «Макс Шмидт».
Умер 25 июня 1856 года от заражения крови, как считается, в результате укуса ядовитой тропической мухи. Его смерть осталась незамеченной. На похоронах присутствовали Бруно Бауэр и Людвиг Буль. Известно, что по просьбе Бауэра был выполнен портретный рисунок умершего, но он оказался утрачен. Рукописи Штирнера забрал Людвиг Буль, однако после его смерти они погибли.

## Единственный и его достояние

### Содержание книги
Работа состоит из двух частей, «Человек» и «Я». Первая часть предваряется введением, которое озаглавлено «Ничто — вот на чём я построил своё дело». Этой же фразой оканчивается её вторая часть. Книга открывается посвящением «Моей возлюбленной Марии Денгардт».
Первая часть состоит из глав «Человеческая жизнь» и «Люди древнего и нового миров». В первой главе рассматриваются три возраста человека: детство соотносится с земным, юношество — с небесным, духовным, идейным, а зрелость — с плотским, личным, эгоистическим интересом. Вторая глава делится на три раздела: «Древние», «Новые» и «Свободные». Древние люди — это дети, реалисты, язычники. Люди нового времени — мечтатели, идеалисты, христиане. Свободные — современники, всё ещё погружённые в предрассудки христианства. Древние стремились постигнуть мир, новые люди постигали бога. Гуманисты, подобно софистам, сделали свободной игру разума, а Реформация, как в древности Сократ, взялась за воспитание сердца, освободив его от доктрины христианства. Дух сделался свободным и жаждет исправить мир по своему усмотрению, чтобы искупить его.
Раздел «Новые» содержит три части: «Дух», «Одержимые» (также содержит части «Призрак» и «Помешательство») и «Иерархия». Дух — творец духовного мира, который существует только в своём творении. Он нечто другое, чем «я»: «Я — ни бог, ни человек, ни высшее существо, ни моя сущность». Нас окружает мир привидений, в котором мы все являемся привидениями, «сущностями». Признак «священного» — его чуждость. Над нами стоят истина, право, закон, добро, брак, общее благо, порядок, отечество, человечество, которые являются навязчивыми идеями. Нельзя освободиться от религии, не освободившись от морали, нравственности, человечности и бескорыстия. Внушённому противопоставляется собственное — то, чем можно распоряжаться по своему произволу. Иерархия — это господство мыслей, которое и есть господство духа. Философия — это всевластие духа. Диалектика Гегеля является триумфом духовного деспотизма и находится в полном согласии с протестантизмом, который стремится сделать всё мирское священным. Понятия решают всё, регулируют жизнь и господствуют в мире.
Раздел «Свободные» также содержит три части: «Политический либерализм», «Социальный либерализм» и «Гуманитарный либерализм».
Первая часть книги завершается примечанием.
Вторая часть состоит из глав «Принадлежность себе (Своеобразие)», «Собственник» и «Единственный».

## Анархо-индивидуализм
Абсолютное «Я» Фихте превращается у Штирнера в индивидуальное и отождествляется с эмпирической личностью, которая таким образом получает значение единственной и абсолютной реальности. Исходя из личности, как центра мироздания, Штирнер совершенно логично доходит до отрицания понятия о долге, об обязанности и т. д.; моё дело, говорит он, не должно быть ни добрым, ни злым делом, ни божьим, ни человеческим, ибо добро, зло, Бог, человечество — всё это мои субъективные понятия; «кроме меня, для меня нет ничего». Я люблю, я ненавижу не потому, что любовь и ненависть — мой долг, а потому, что они черты моей натуры; любя, я только проявляю самого себя. «Так как мне тягостно видеть складку грусти на любимом лице, то я ради самого себя стараюсь изгладить её поцелуем. Любовь не есть долг, но есть моё достояние (mein Eigenthum). Я люблю людей, но люблю их с полным сознанием моего эгоизма, люблю потому, что любовь доставляет мне счастье… Только в качестве одного из моих чувств я культивирую любовь, но я отвергаю её, когда она представляется мне в качестве верховной силы, которой я обязан подчиняться, в качестве нравственного долга». Развивая эту идею в применении к обществу и государству, Штирнер естественно приходит к отрицанию этих последних как явлений, имеющих самостоятельную ценность, и видит в них исключительно орудие интересов отдельных человеческих личностей. Право человека преследовать свои интересы безгранично. Таким образом, полное отрицание какой бы то ни было нравственности и совершенная анархия — вот главные черты учения Штирнера. Но анархизм бывает двух родов: анархизм, вытекающий из стремления человеческой личности к возможно большей свободе, и анархизм, вытекающий из вражды к тому общественному строю, который создаёт неравенство и давит человека. Анархизм Штирнера в значительной степени сближается с анархизмом первого вида.

## Влияние на Маркса и Энгельса
Искромётная диалектика Штирнера пробудила в молодых Карле Марксе и Фридрихе Энгельсе полемический задор и интерес к немецкому социализму, побудив тем самым к исследованию действительных отношений в политической экономии капитализма, изучению вопросов о буржуазном гражданском обществе, моральных, правовых, политических и прочих отношениях в нём. Итогом этого полемического интереса явилась рукопись под издательским названием «Немецкая идеология», основное внимание в которой уделено разбору тезисов Штирнера.

## Наследие
Только в 1866 году И. Э. Эрдман посвятил Штирнеру страницу в своей «Gesch. der Philosophie», и тогда же остановился на нём Ф. А. Ланге в «Истории материализма». Через два года о нём обстоятельно заговорил Гартман в «Философии бессознательного» и теперь его не обходит ни одна история философии XIX века. В особенности значение Штирнера выросло после того, как философия Ницше приобрела широкое распространение; в Штирнере нашли одного из предшественников Ницше, во многом с ним сходного, хотя вряд ли Штирнер имел прямое влияние на Ницше; возможно даже, что Ницше вовсе его не читал. Сам Штирнер называет свою систему философией чистого эгоизма (причём слово «эгоизм» нужно понимать не в этическом только смысле, а в смысле общефилософском). «Эгоист, — по определению Штирнера, — тот, кто ищет ценность вещей в своём „я“, не находя самостоятельной или абсолютной ценности». Таким образом философия Штирнера есть философия чистого субъективизма или индивидуализма и Штирнер — последовательный солипсист. Он расширяет положение Фихте «я есть всё» (Ich ist alles) в положение «я есмь всё» (Ich bin alles).
Лучшую и до сих пор единственную биографию Штирнера по ничтожным отрывкам из метрических, полицейских и т. п. книг, из весьма немногих уцелевших писем Штирнера, из столь же отрывочных воспоминаний немногих оставшихся в живых его знакомых, и по сочинениям самого Штирнера написал горячий его поклонник, анархист Дж. Г. Маккей: «Max Stirner. Sein Leben und sein Werk» (Берлин, 1898). Он же собрал и издал его мелкие статьи.

### Сочинения
- 1834 — Über Schulgesetze
- 1842 — Christentum und Antichristentum
- 1842 — Gegenwort eines Mitglieds der Berliner Gemeinde wider die Schrift der sieben und funfzig Berliner Geistlichen
- 1842 — Ueber B. Bauer’s Posaune des jüngsten Gerichts
- 1842 — Неверный принцип нашего воспитания, или: Гуманизм и Реализм (нем. Das unwahre Princip unserer Erziehung)
- 1842 — [haa.su/XLk Искусство и Религия] (нем. Kunst und Religion)
- 1842 — Über die Verpflichtung der Staatsbürger zu irgendeinem Religionsbekenntnis
- 1843 — Über «Die Mysterien von Paris»
- 1844 — Einiges Vorläufige vom Liebesstaat
- 1845 — Единственный и его собственность (нем. Der Einzige und sein Eigentum)
- 1845 — Критики Штирнера (нем. Recensenten Stirners)
- 1847 — Die philosophischen Reaktionäre. Die modernen Sophisten von Kuno Fischer
- 1852 — Geschichte der Reaction